# Dinoponera quadriceps
Dinoponera quadriceps is een mierensoort uit de onderfamilie van de Ponerinae. De wetenschappelijke naam van de soort is voor het eerst geldig gepubliceerd in 1971 door Kempf.